# 용의 유혼
"용의 유혼"(龍의 幽魂)은 한국에서 제작된 홍재균 감독의 1990년 영화이다. 장복건 등이 주연으로 출연하였고 팽현태 등이 제작에 참여하였다.

## 출연

### 주연
- 장복건
- 추봉
- 김희정

## 기타
- 원작자: 김정용
- 조명: 오국신